# استورا لون
استورا لون (به سوئدی: Stora Levene) یک منطقهٔ مسکونی در سوئد است که در وارا مونیکیپلیتی واقع شده‌است. استورا لون ۱٫۰۱ کیلومتر مربع مساحت و ۷۶۱ نفر جمعیت دارد.